# Mira Loma
Mira Loma est une census-designated place située dans le comté de Riverside en Californie, aux États-Unis. 

## Histoire
Elle était appelée Wineville avant 1930 mais ses habitants changèrent le nom de leur ville et la rebaptisent Mira Loma pour faire oublier la notoriété de l'affaire des « meurtres du poulailler de Wineville » rattachée à leur ville.